# Friedrich Wilhelm Kalb
Friedrich Wilhelm Kalb (* 25. Dezember 1889 in München; † 16. Oktober 1977 in Rottach-Egern) war ein deutscher Mediziner, Maler und Zeichner.

## Leben
1874 zogen die Eltern, Eduard Kalb (1842–nach 1908), Bankier und Ergänzungsrichter am Handelsgericht Nürnberg, und Rosa, geb. Garter (* 1850), mit den drei in Nürnberg geborenen Söhnen Georg, Eduard und Rudolf von Nürnberg nach München um. Hier kamen die Tochter Rosa, ein weiterer Sohn Ludwig Friedrich und schließlich der jüngste Sohn Friedrich Wilhelm zur Welt.
Nach dem Besuch der Elementarschule trat Friedrich Wilhelm Kalb 1899 ins Maximiliansgymnasium München ein und legte dort 1908, wie zuvor seine Brüder Georg und Eduard, mit u. a. dem späteren Verleger Heinrich Beck (1889–1973) und Paul Seyboth (* 1888), der Komponist wurde, die Abiturprüfung ab. Er studierte zunächst Medizin und promovierte 1916 zum Dr. med. Bereits 1914 heiratete er die Mitstudentin Isabella Müller, die später als Ärztin in München praktizierte. Der gemeinsame Sohn Georg wurde 1919 geboren. Die Ehe wurde 1924 geschieden. 1928 ging Kalb eine zweite Ehe mit Anna Marie Dopfer († 1970) ein.
Mit dem 29. Oktober 1919 ist sein Eintritt in die Zeichenschule von Carl Johann Becker-Gundahl dokumentiert. Bis 1921 bildete er sich an der Kunstakademie München zum Maler aus. Er war Mitglied u. a. der Münchner Künstlergenossenschaft (MKG) im Reichsverband Bildender Künstler Deutschlands (RvBK) und nach dem Zweiten Weltkrieg – u. a. mit Claus Bergen, Paul Erbe und Fritz Schwimbeck – im Vorstand der Neuen Münchner Kunst-Genossenschaft (NMKG). Befreundet war er unter anderem mit dem Komponisten Heinrich Kaspar Schmid, der einige seiner Gedichte vertonte. Kalb war weitgehend in München tätig, verlegte jedoch 1944 seinen Wohnsitz nach Rottach-Egern, wo er im Alter von fast 88 Jahren starb.

## Tätigkeit
Friedrich Wilhelm Kalb betätigte sich zunächst als Landschaftsmaler. So zeigte er unter anderem in den Münchner Jahresausstellungen im Glaspalast 1921 die Gemälde Herbst und Waldschlucht, 1922 eine Abendlandschaft und einen Bauernhof, 1923 eine Isarlandschaft, 1924 eine Heitere Landschaft und 1930 eine Winterlandschaft. Zunehmend stellte er auch Motive aus der griechischen Mythologie, der Literatur und verschiedenen Märchensammlungen aus, so 1923 Federzeichnungen zu Heinrich Heines Atta Troll, 1924 das Gemälde Daphne, 1927 einen Amazonenkampf oder 1930 eine Zeichnung Herakles. Mit der Trilogie Suchen (Daphne) – Finden (Eros und Psyche) – Verlieren (Eurydike) beteiligte er sich 1942 an der Großen Deutschen Kunstausstellung in München. Mit weiteren Themen näherte er sich der nationalsozialistischen Ideologie an. Mit dem Gemälde Werden war er in der Ausstellung „Deutsche Künstler und die SS“ vertreten, die 1944 vom Reichsführer SS in Breslau veranstaltet wurde.
Zahlreiche seiner Zeichnungen und Ölgemälde, die 1937 bis 1944 in der „Großen Deutschen Kunstausstellung“ im Haus der Kunst in München ausgestellt waren, wurden von Adolf Hitler für seine private Sammlung, ein weiteres von dem Düsseldorfer Gauleiter Friedrich Karl Florian erworben. Im von Hans Vollmer herausgegebenen Künstlerlexikon (1956; siehe Literaturliste), das auf Mitteilung des Künstlers basiert, heißt es bezeichnenderweise, dass Kalbs Arbeiten, die zwischen 1937 und 1942 entstanden sind, im Krieg zerstört worden seien.
Ab 1946 war Kalb wieder mit Landschaftsdarstellungen, mythologischen Figuren und Szenen und einigen Bildnissen in den Münchner Jahresausstellungen im Haus der Kunst vertreten. Arbeiten Kalbs wurden unter anderem von der Staatlichen Graphischen Sammlung München und den Bayerischen Staatsgemäldesammlungen in München sowie dem Museum Folkwang in Essen erworben.

## Werke

### 1921 bis 1936
- Herbst / Waldschlucht:  Münchner Jahresausstellung 1921 im Glaspalast.
- Bildnis Prof. J.Z. / Abendlandschaft / Bauernhof, Öl:  Münchner Jahresausstellung 1922 im Glaspalast.
- Herbst / Isarlandschaft / Abend, Öl; Atta-Troll, 6 Federzeichnungen: Münchner Jahresausstellung 1923 im Glaspalast.
- Daphne / Fackeltanz / Heitere Landschaft, Öl: Münchner Jahresausstellung 1924 im Glaspalast.
- Feldberg, Öl; Amazonenkampf / Die Gerechten / Hasenromanze, Zeichnungen: Münchner Jahresausstellung 1927 im Glaspalast.
- Landschaft, Öl; Seetiere / Landschaft mit Figuren, Zeichnung: Münchener Jahresausstellung 1928 im Glaspalast.
- Schildkrötenreiter, Zeichnung: Münchener Kunstausstellung 1929 im Glaspalast.
- Winterlandschaft, Öl; Herakles, Zeichnung: Münchner Kunstausstellung 1930 im Glaspalast.
- St.Veit, Zeichnung: Münchner Kunstausstellung 1931 im Glaspalast.
- Galathea: Münchner Kunstausstellung 1934 in der Neuen Pinakothek.
- Der Fischer, Zeichnung: Münchner Kunstausstellung 1935 in der Neuen Pinakothek.

### 1937 bis 1945
- Odysseus, 1937.
- Ariadne: Münchner Kunstausstellung 1937 in der Neuen Pinakothek.
- Märchen, Tuschezeichnung; Große Deutsche Kunstausstellung 1937.
- Pandora, Tuschezeichnung; Große Deutsche Kunstausstellung 1937.
- Amazonenkampf, Tuschezeichnung; Große Deutsche Kunstausstellung 1938; Ankauf: Adolf Hitler.
- Froschkönig, Tuschezeichnung; Große Deutsche Kunstausstellung 1938; Ankauf: Adolf Hitler.
- Die Sommerfrischler, Tuschezeichnung; Große Deutsche Kunstausstellung 1938; Privatankauf.
- Insel (1) und (2), Ölgemälde; Große Deutsche Kunstausstellung 1938; Ankauf: Adolf Hitler (je 2500 Mk.).
- Im Wald, Tuschezeichnung; Große Deutsche Kunstausstellung 1939.
- Zweikampf, Tuschezeichnung; Große Deutsche Kunstausstellung 1939; Abb. Jugend 1939.
- Landschaft, Harzöl / Holz, 152 × 96 cm; Große Deutsche Kunstausstellung 1939.
- Drachentöter, Tuschezeichnung, Große Deutsche Kunstausstellung 1939.
- Bad der Artemis, Harzölfarben / Sperrholz, 152 × 97 cm; Große Deutsche Kunstausstellung 1939; Ankauf: Adolf Hitler (4200 Mk.); ehemals München, Oberfinanzdirektion (Besitz der Bundesrepublik Deutschland); heutiger Verwalter: Deutsches Historisches Museum, Sammlung Haus der Deutschen Kunst (Gm 98/277).
- Daphne, Harzölfarben / Sperrholz, 108 × 146 cm; Große Deutsche Kunstausstellung 1939; Ankauf: Adolf Hitler (4400 Mk.); ehemals München, Oberfinanzdirektion (Besitz der Bundesrepublik Deutschland); heutiger Verwalter: Deutsches Historisches Museum, Sammlung Haus der Deutschen Kunst (Gm 98/275).
- Verlieren (Euydike), Harzölfarben, 155 × 95 cm; Große Deutsche Kunstausstellung 1942; Ankauf: Adolf Hitler; ehemals München, Oberfinanzdirektion (Besitz der Bundesrepublik Deutschland); heutiger Verwalter: Deutsches Historisches Museum, Sammlung Haus der Deutschen Kunst (Gm 98/274).
- Finden, Harzölfarben / Sperrholz, 155 × 155 cm; Große Deutsche Kunstausstellung 1942; Ankauf: Adolf Hitler.
- Werden, Harzölfarben; Große Deutsche Kunstausstellung 1943; Privatankauf (30000 Mk.); 2012 aufgefunden im Konvent der Prämonstratenserinnen in Doksany bei Prag.
- Pandora, Harzölfarben, Große Deutsche Kunstausstellung 1943; Ankauf: Gauleiter Friedrich Karl Florian; Abb.: Süddeutsche Zeitung, 26. Juni 1943.[6]
- Im Walde / Kampf / Wilde Jagd / Schatzgräber, Pinselzeichnungen: München, Ausstellung Münchner Zeichner, 30. Juni – 19. September 1943.
- Mut, Lust, Leid, Große Deutsche Kunstausstellung 1944.
- Raub der Helena, Zeichnung 1944: Herbstausstellung im Haus der Kunst, München 1954.

### Nach 1945
- Pan, Zeichnung 1946: Herbstausstellung im Haus der Kunst, München 1954.
- Tyche / Europa, Zeichnungen 1946.
- Nymphe, Zeichnung 1947: Herbstausstellung im Haus der Kunst, München 1952
- Töchter der Quellen, Zeichnung 1947.
- Eros und Psyche / Herakles, Zeichnungen 1948: Herbstausstellung im Haus der Kunst, München 1952
- Landschaft / Landschaft mit Nixe / Landschaft mit Esel / Huldigung-Schwan / Bildnis Frau Lisa Dopfer, Ölgemälde: Ausstellung Mitglieder der alten MKG, Haus der Kunst, München, 3.–31. März 1950.
- Landschaft / Adam und Eva (Katalog-Abb.) / Drachen, Ölgemälde / 10 Zeichnungen: Herbstausstellung der MKG, München, 18. Oktober – 24. Dezember 1951.
- Walchenseelandschaft, Öl / Loisachtal (Katalog-Abb.) / 3 Männer mit Tieren (3 Bilder: Leonhard, Hubertus, Franz): Herbstausstellung der MKG, München, 18. September – 13. Dezember 1952.
- Walchensee vom Jochberg: 3. alpine Kunstausstellung, München 1952.
- Spätherbst / Vorfrühling / Landschaft mit Figuren / Buchenwald / Alpenwald / Kuhweide / Almwiese / Erwachen / Winterlandschaft:  Herbstausstellung der MKG, 1953.
- Galatee, Zeichnung 1953: Herbstausstellung im Haus der Kunst, München 1954
- Morgenröte, Zeichnung 1957.
- Mittags; Walchensee / Im Schilf, Öl: Herbstausstellung NMKG, München 1968.

- Frühjahr, Landschaft, München, Bayerische Staatsgemäldesammlungen.

## Publikationen

### Illustrierte Bücher
- Markus Koch: Aus deutschen Landen. Liederbuch für die höheren Unterrichtsanstalten für Mädchen, für Lehrerbildungsanstalten und Singschulen. II.Teil. Anton Böhm & Sohn, Augsburg/Wien (1930). Frontispiz nach einem Bild von Friedrich Wilhelm Kalb.
- Bayerisches Liederbuch für die männlichen, höheren Lehranstalten, Anton Böhm & Sohn, Augsburg/Wien (1931). Frontispiz mit Landschaft und bayerischen Fahnen, von Friedrich Wilhelm Kalb.
- Münchner Sagen, aus alten Quellen zusammengetragen von Barbara Brunner. Mit (29) Illustrationen von Dr. F.W. Kalb. Lange, München 1958.

### Schriften
- Beiträge zur Belastungsfrage bei Paralyse. Med. Diss. Ludwig-Maximilians-Universität, München 1916.